# Groupe de NGC 5746
Le groupe de NGC 5746 comprend au moins 31 galaxies situées dans la constellation de la Vierge. La distance moyenne entre ce groupe et la Voie lactée est d'environ 28,2 Mpc (∼92 millions d'al). 

## Membres
Le tableau ci-dessous liste les 31 galaxies du groupe indiquées dans l'article de A.M. Garcia paru en 1993.
Sur le site « Un Atlas de l'Univers », Richard Powell mentionne aussi le groupe de NGC 5746, mais il n'y figure que 14 galaxies. Six autres galaxies du groupe de NGC 5647 de Garcia se trouvent dans un autre groupe mentionné par Powell, soit celui de NGC 5638. Selon Powell, la galaxie NGC 5701 ne fait pas partie d'un groupe de galaxies et les autres galaxies de Garcia ne figurent pas dans celles retenues par celui-ci
Selon Abraham Mahtessian NGC 5746 fait partie d'un groupe qui ne comprend que trois galaxies. Les deux autres galaxies sont NGC 5725 et NGC 5740.
| Nom         | Class.        | Type                           | α (J2000.0)   | δ (J2000.0)  | Vitesse radiale (km/s) | m                    | Distance (Mpc) | Diamètre (kal) |
| ----------- | ------------- | ------------------------------ | ------------- | ------------ | ---------------------- | -------------------- | -------------- | -------------- |
| NGC 5636    | SAB(r)0+      | Lenticulaire                   | 14h 29m 39.0s | 03° 15′ 59″  | 1651 ± 3               | 12,7                 | 27,8 ± 2,0     | 57             |
| NGC 5638    | E1            | Elliptique                     | 14h 29m 40.4s | 03° 14′ 00″  | 1676 ± 4               | 11,2                 | 28,2 ± 2,0     | 63             |
| NGC 5668    | SA(s)d        | Spirale                        | 14h 33m 24.3s | 04° 27′ 02″  | 1583 ± 1               | 11,5                 | 26,8 ± 1,9     | 48             |
| NGC 5690    | Sc?           | Spirale                        | 14h 37m 41.1s | 02° 17′ 27″  | 1752 ± 1               | 11,8                 | 29,2 ± 2,1     | 64             |
| NGC 5691    | SBa? pec,     | Spirale barrée                 | 14h 37m 53.3s | -00° 23′ 56″ | 1870 ± 8               | 11,8                 | 31,0 ± 2,2     | 51             |
| NGC 5692    | S?            | Spirale                        | 14h 38m 18.1s | 03° 24′ 37″  | 1606 ± 3               | 13,0                 | 27,0 ± 1,9     | 27             |
| NGC 5701    | (R)SB0/a(rs)  | Lenticulaire                   | 14h 39m 11.1s | 02° 21′ 49″  | 1505 ± 1               | 10,9                 | 25,5 ± 1,8     | 66             |
| NGC 5705    | SB(rs)d       | Spirale barrée                 | 14h 39m 49.7s | -00° 43′ 06″ | 1773 ± 1               | 12,7                 | 29,5 ± 2,1     | 73             |
| NGC 5713    | SAB(rs)bc pec | Spirale intermédiaire          | 14h 40m 11.5s | -00° 17′ 20″ | 1883 ± 4               | 11,2                 | 31,1 ± 2,2     | 65             |
| NGC 5719    | SAB(s)ab pec  | Spirale intermédiaire          | 14h 40m 56.3s | -00° 19′ 06″ | 1733 ± 3               | 12,2                 | 28,9 ± 2,0     | 87             |
| NGC 5725    | SB(s)d?       | Spirale barrée                 | 14h 40m 58.3s | -02° 11′ 12″ | 1628 ± 2               | 13,7                 | 27,3 ± 1,9     | 27             |
| NGC 5740    | SBb,          | Spirale barrée                 | 14h 44m 24.4s | 01° 40′ 47″  | 1566 ± 2               | 11,9                 | 26,3 ± 1,9     | 80             |
| NGC 5746    | Sa? pec       | Spirale                        | 14h 44m 55.9s | 01° 57′ 18″  | 1728 ± 2               | 10,3                 | 28,7 ± 2,0     | 194            |
| NGC 5750    | SB(r)0/a      | lenticulaire                   | 14h 46m 11.1s | -00° 13′ 23″ | 1659 ± 1               | 11,6                 | 27,7 ± 2,0     | 86             |
| IC 1022     | S?            | Spirale                        | 14h 30m 01.8s | 03° 46′ 22″  | 1716 ± 1               | 14,4                 | 28,8 ± 2,0     | 49             |
| IC 1024     | S0?           | Lenticulaire                   | 14h 31m 27.2s | 03° 00′ 33″  | 1479 ± 5               | 12,9                 | 25,3 ± 1,8     | 34             |
| IC 1048     | S?            | Spirale                        | 14h 42m 58.0s | 04° 53′ 22″  | 1644 ± 4               | 12,8                 | 27,5 ± 1,9     | 71             |
| UGC 9299    | SAB(s)d pec   | Spirale intermédiaire          | 14h 29m 34.6s | -00° 01′ 06″ | 1544 ± 1               | 13,3                 | 26,3 ± 1,9     | 56             |
| UGC 9385    | Im?           | Irrégulière magellanique naine | 14h 35m 22.8s | 05° 16′ 36″  | 1637 ± 1               | 15,657 asinh         | 27,5 ± 1,9     | 42             |
| UGC 9392    | Im?           | Irrégulière magellanique       | 14h 35m 48.4s | 03° 02′ 18″  | 1792 ± 3               | 16,4                 | 29,8 ± 2,1     | 25             |
| UGC 9432    | Im?           | Irrégulière magellanique       | 14h 39m 04.3s | 02° 56′ 57″  | 1575 ± 7               | 14,8                 | 26,6 ± 1,9     | 41             |
| UGC 9469    | IAB(s)m?      | Irrégulière magellanique       | 14h 41m 44.4s | -01° 48′ 25″ | 1836 ± 6               | 15,2                 | 30,4 ± 2,1     | 55             |
| UGC 9470    | SB(rs)dm pec? | Spirale barrée magellanique    | 14h 41m 48.7s | 00° 41′ 13″  | 1884 ± 4               | 14,7                 | 31,1 ± 2,2     | 27             |
| UGC 9472    | Sdm?          | Spirale magellanique           | 14h 41m 50.8s | -01° 23′ 33″ | 1798 ± 5               | 15,9                 | 29,8 ± 2,1     | 32             |
| UGC 9482    | Sd(f)         | Spirale                        | 14h 42m 46.9s | 00° 39′ 42″  | 1813 ± 2               | 14,8                 | 30,0 ± 2,1     | 48             |
| UGC 9485    | S?            | Spirale                        | 14h 43m 02.8s | 04° 45′ 56″  | 1700 ± 3               | 14,4                 | 28,3 ± 2,0     | 48             |
| PGC 52256   | Irr           | Irrégulière naine              | 14h 37m 08.9s | 03° 02′ 50″  | 1759 ± 1               | 15,42 ± 0,06         | 29,3 ± 2,1     | 15             |
| MCG 0-37-25 | SB?           | Spirale barrée                 | 14h 32m 45.1s | 02° 54′ 54″  | 1530 ± 1               | 14,486 ± 0,171 asinh | 26,0 ± 1,9     | 24             |
| PGC 51957A  | S0^0?         | Lenticulaire                   | 14h 32m 28.5s | 00° 17′ 38″  | 1607 ± 3               | 13,38 ± 0,01         | 27,2 ± 1,9     | 44             |

- A Désigné comme NGC 5658 par Garcia qui est en réalité PGC 51957.

Le site DeepskyLog permet de trouver aisément les constellations des galaxies mentionnées dans ce tableau ou si elles ne s'y trouvent pas, l'outil du site constellation permet de le faire à l'aide des coordonnées de la galaxie. Sauf indication contraire, les données proviennent du site NASA/IPAC.